# Chimay (bere)

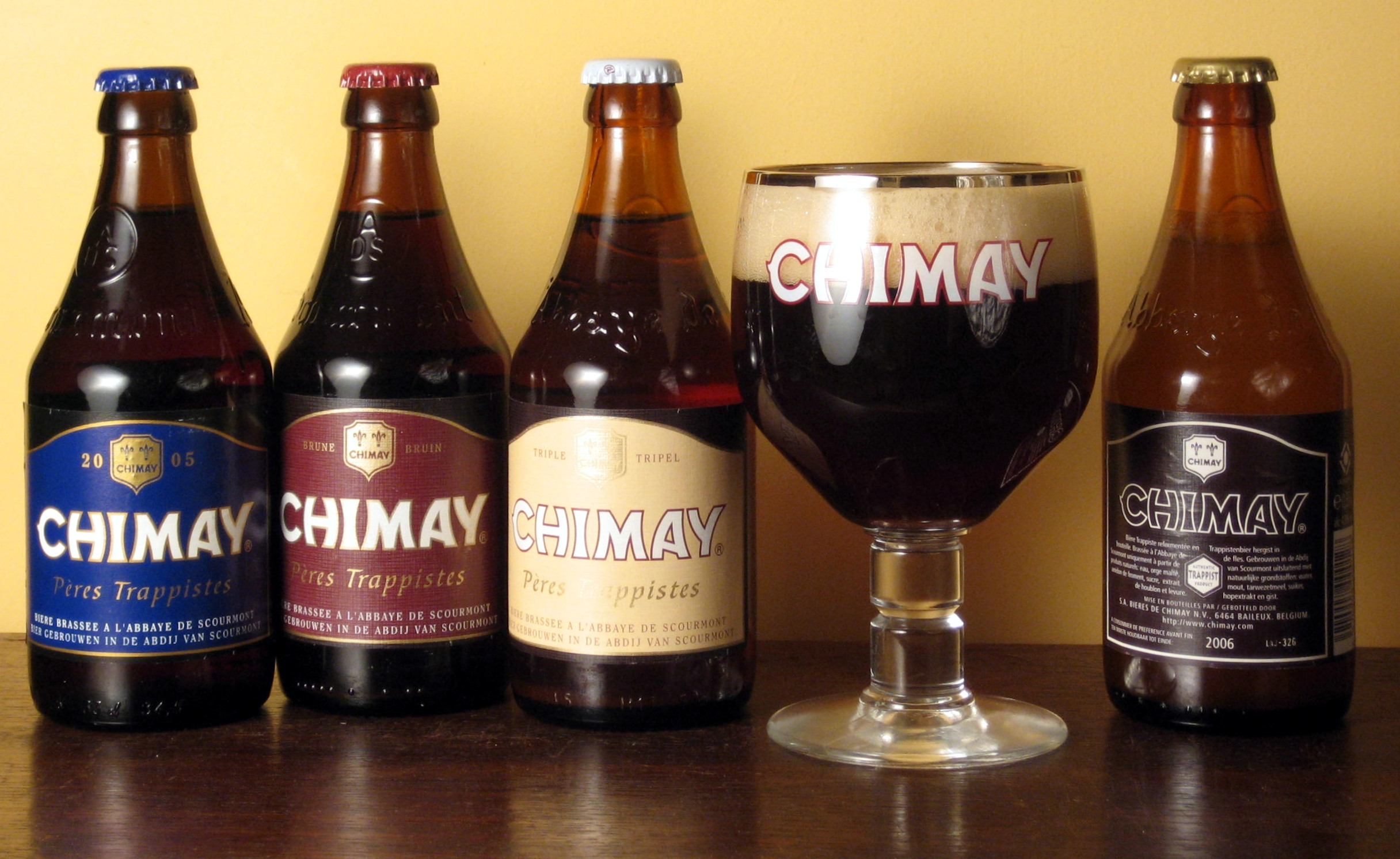
Cele patru varietăți de Chimay, în sticle de 0,33l. Paharul conține Chimay Bleue

Berea Chimay este o bere trapistă belgiană, produsă în abația Scourmont din comuna Chimay. Fondată în 1862, berăria produce aproximativ 120.000 de hectolitri de bere pe an, și un total de 4 sortimente: Rouge, Bleue, Blanche și Dorée.
- Chimay Bleue (albastru), cu aproape 9% alcool, este cel mai tare sortiment. În sticla de 75cl poartă denumirea de „Grande Réserve”. Este considerată varianta „clasică” a berii Chimay, fiind extrem de populară în Belgia.
- Chimay Blanche (alb) sau Chimay Triple, cu 8% alcool, are o culoare portocalie deschisă, asemănătoare berii tripel. În sticla de 75cl poartă denumirea de „Cinq Cents”. Este considerat cel mai sec sortiment.
- Chimay Rouge (roșu), cu 7% alcool. În sticla de 75cl, poartă denumirea de „Première”. Are o culoare brun-arămie și o aromă dulce, fructoasă.
- Chimay Dorée (auriu), cu 4.8% alcool. Produsă din aproape aceleași ingrediente ca Chimay Rouge, dar cu o textură diferită. Este considerată o patersbier, fiind consumată doar în mănăstire, sau la hanul Auberge de Poteaupré, asociat cu mănăstirea. Călugării preferă să bea acest sortiment, deoarece conține mai puțin alcool decât celelalte trei. Nu se comercializează, iar pagina de internet a berăriei nu menționează acest sortiment.